# Oenanthe lisaea
Oenanthe lisaea är en flockblommig växtart som beskrevs av Giuseppe Giacinto Moris. Oenanthe lisaea ingår i släktet stäkror, och familjen flockblommiga växter. Inga underarter finns listade i Catalogue of Life.